# Obsession (Blue System)
Obsession è il quarto album in studio del gruppo Blue System, rappresentato dal musicista tedesco Dieter Bohlen. Il disco è stato pubblicato nel 1990.

## Tracce
1. Love Is Such a Lonely Sword (feat. Audrey Motaung) – 4:10
2. When Sarah Smiles – 3:41
3. Behind the Silence – 3:32
4. 2000 Miles – 3:46
5. Two Hearts Beat as One – 3:48
6. 48 Hours – 3:54
7. I'm Not That Kind of Guy – 3:27
8. Try the Impossible – 3:24
9. Another Lonely Night – 3:09
10. I'm the Pilot of Your Love – 3:21